# جيمس غاردنر (مدرب كرة سلة)
جيمس غاردنر (بالإنجليزية: Jack Gardner) (و. 1910 – 2000 م) هو مدرب كرة سلة، ولاعب كرة سلة أمريكي، ولد في تيكسيكو، توفي في سولت ليك سيتي، عن عمر يناهز 90 عاماً.

## روابط خارجية
- جيمس غاردنر على موقع قاعة المشاهير الجامعة الوطنية لكرة السلة (الإنجليزية)
- جيمس غاردنر على موقع كلية كرة السلة في سبورتس رفرنس.كوم (الإنجليزية)
- جيمس غاردنر على موقع قاعة كنساس للمشاهير الرياضية (مؤرشف) (الإنجليزية)